# Munggut (Padas)
Munggut is een bestuurslaag in het regentschap Ngawi van de provincie Oost-Java, Indonesië. Munggut telt 3338 inwoners (volkstelling 2010).